# Benjamin Neukirch

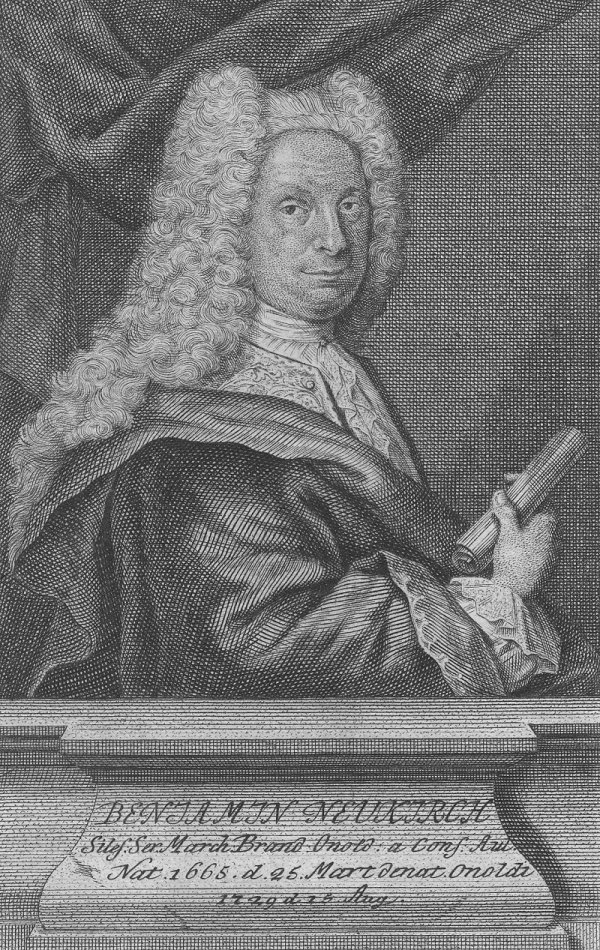
Benjamin Neukirch, Kupferstich-Porträt um 1729

Titelblatt und Frontispiz der Neukirch’schen Sammlung, 1. Teil 1697

Benjamin Neukirch (* 27. März 1665 in Rydzyna in Schlesien; † 15. August 1729 in Ansbach) war ein Dichter und für die Entwicklung des deutschen galanten Stils bahnbrechender Herausgeber.

## Leben
Neukirch besuchte anfänglich die Schule im nahen Bojanova, wo sein Vater als Notar arbeitete, die intensivere Ausbildung erfuhr er in Breslau und dann auf dem Gymnasium in Thorn. 1684 immatrikulierte er sich an der Brandenburgischen Universität Frankfurt. Seine erste berufliche Position ab 1687 als Advokat in Breslau gab er bald auf. Er finanzierte sich stattdessen, nach Frankfurt (Oder) zurückgekehrt, ab 1691 mit Seminaren, die er über Poesie und Rhetorik anbot (vergleiche die Lebensläufe Bohses und Hunolds). 1693 zog er wegen zunehmender finanzieller Probleme nach Halle um, 1694 wurde er Hofmeister und mit einem Umzug nach Berlin 1696 Informator eines Haugwitz aus Dresden. Die Anstellungsverhältnisse in Berlin waren nicht besonders prestigeträchtig, brachten ihn jedoch in die Lage, mit den Poeten des Berliner Hofs – Canitz und Besser – in Kontakt zu kommen. Ersterer soll ihn begünstigt, letzterer geschnitten haben. Mit panegyrischen Gedichten erlangte er die Aufnahme in die Akademie, und von 1703 bis zum Tod Friedrichs I. 1713 eine Professur an der Ritterakademie. Seine wirtschaftlichen Verhältnisse besserten sich erst 1718 mit dem Ruf an das zu Brandenburg gehörende Ansbach, wo er bis 1729 als Prinzenerzieher und Hofrat Anstellung fand.
Bekannt wurde Benjamin Neukirch vor allem in neuerer Zeit als der Herausgeber der sogenannten „Neukirch’schen Sammlung“ – der in mehreren Bänden erschienenen Gedichtanthologie Herrn von Hoffmannswaldau und andrer Deutschen auserlesene und bißher ungedruckte Gedichte (1697). Hoffmannswaldau hatte schon Mitte des Jahrhunderts für ein kleines Publikum intime, „galante“ Gedichte geschrieben, die nun erst die aktuelle Generation von Autoren inspirierten, allen voran Hunold, der die Sammlung später fortsetzte.
Mit Neukirchs Namen verband sich unter den Zeitgenossen vor allem die erste deutsche Versübertragung von Fénelons Epos Telemach in drei Prachtbänden (1727). Im Gegensatz zur Prosafassung, die Bohse schon 1700 vorlegte, verwendet Neukirch deutsche Alexandrinerverse, was der Wahrnehmung, dass Fénelon das Epos der Antike in die Moderne fortgesetzt hatte, Rechnung trug.

## Werke (Auswahl)
- Herrn Benjamin Neukirchs … auserlesene Gedichte … mit einer Vorrede … von Joh. Christoph Gottscheden. Zunkel, Regensburg 1744. (Digitalisat)
- Anweisung zu Teutschen Briefen. Fritsch, Leipzig 1709. (Digitalisat)
- Auserlesene moralische Gedichte. Breslau/Leipzig 1725. (Digitalisat)
- Satyren und Poetische Briefe. Raspe, Frankfurt/Leipzig 1757. (Digitalisat)
- (Herausgeber) Herrn von Hoffmannswaldau und andrer Deutschen auserlesene und bissher ungedruckte Gedichte. 7 Bände. Herausgeber A. De Capua und andere. Tübingen 1961 ff. (Neudrucke deutscher Literaturwerke, n.F.; Nachdruck der Ausgabe Leipzig und Frankfurt/Main 1695–1727)
- (Übersetzung) Die Begebenheiten des Prinzen von Ithaca … aus dem Französischen des Herrn von Fénelon in deutsche Verse gebracht, 3 Teile, Ansbach 1727–1739